# Jochen Schröder
Jochen Schröder (* 11. Februar 1927 in Staßfurt; † 9. Januar 2023) war ein deutscher Schauspieler und Synchronsprecher.

## Leben

### Bühne und Film
Nach einer Gesangs- und Schauspielausbildung erhielt Jochen Schröder Engagements an verschiedenen Bühnen, wie der seiner Heimat Staßfurt, Köthen, Riesa, Quedlinburg und Magdeburg. Im Jahr 1955 trat er erstmals als Filmschauspieler und Synchronsprecher in Erscheinung. Von 1958 bis 1986 gehörte er dem Berliner Kabarettensemble Die Stachelschweine an.
Seit den 1970er Jahren war Schröder einer der meistbeschäftigten Synchronsprecher Deutschlands. Zu den regelmäßig von ihm synchronisierten Schauspielern zählen Dick Van Dyke (in der Serie Diagnose: Mord und im Film Nachts im Museum, ebenso Nachts im Museum 2 als Abraham Lincoln), Ralph Waite (u. a. in Die Waltons), Robert Loggia (u. a. in den Filmen Independence Day und Lost Highway) und James Cromwell (u. a. in den Filmen Star Trek: Der erste Kontakt und Wehrlos – Die Tochter des Generals sowie in der Serie Six Feet Under). Mehrfach synchronisierte er auch Lionel Stander und Lloyd Bridges.
In der Zeichentrickserie Captain Future sprach er das „lebende Gehirn“ Simon Wright.
Am 15. September 2021 erhielt Schröder den Deutschen Synchronpreis in der Kategorie Lebenswerk.
Der zu diesem Zeitpunkt 94-jährige Schröder erschien nicht selbst zur Preisverleihung, da ihm die Reise von seinem Wohnort Sylt nach Berlin zu beschwerlich gewesen wäre.
Er schrieb allerdings einen Brief und bat seine Laudatorin Katrin Fröhlich diesen vorzulesen. In dem Brief verkündete er, dass er sich aus der Synchronbranche aus Altersgründen zurückziehen wolle. Für James Cromwell könne man sich aber „gerne bei ihm melden“.
Dieser Aussage kam er 2022 nach, als er in der Zeichentrickserie Star Trek: Lower Decks die im Original von Cromwell gesprochene Figur Zefram Cochrane synchronisierte.
Cromwell hatte diese Figur bereits in Star Trek: Der erste Kontakt gespielt.

### Hörspiele
Jochen Schröder war u. a. in einigen Bibi-Blocksberg-Hörspielen als Patrick Thunderstorm, in der neuen Hörspielversion von Anne auf Green Gables (2008) als Matthew Cuthbert und in vielen verschiedenen Rollen in der Reihe Gruselkabinett zu hören. Er sprach auch die Rolle als Opa Jost in den Alster-Detektiven.

### Privates
Jochen Schröder war Vater zweier Töchter aus einer früheren Ehe, mehrfacher Groß- und Urgroßvater. Zuletzt wohnte er mit seiner Lebensgefährtin Karin Hausdorf in Westerland und zeitweise in Berlin.
Er starb am 9. Januar 2023, etwa vier Wochen vor seinem 96. Geburtstag. Die Beisetzung fand am 1. Februar 2023 auf dem landeseigenen Berliner Friedhof Heerstraße in Westend statt.

## Filmografie
- 1958: Er ging an meiner Seite
- 1965: Das Kriminalmuseum – Die Mütze
- 1966: Der Bucklige von Soho
- 1969: Klassenkeile
- 1971: Unser Willi ist der Beste
- 1972: Lilli – die Braut der Kompanie
- 1973: Lokaltermin – Die Brosche
- 1975: Kommissariat 9 – Herzlichst eingeladen
- 1977: Drei Damen vom Grill – Hürdenlauf S1F2 (Min. 14)
- 1986: Die Wicherts von nebenan (zwei Folgen[5])

## Synchronrollen (Auswahl)
James Cromwell
- 1996: Star Trek: Der erste Kontakt als Dr. Zefram Cochrane
- 1998: Abenteuer auf der Schäferinsel als Adam MacAdam
- 1999: Citizen Kane – Die Hollywood-Legende als William Randolph Hearst
- 2004: I, Robot als Dr. Alfred Lanning
- 2004–2007: Six Feet Under – Gestorben wird immer (Fernsehserie) als George Sibley
- 2009: Last Impact – Der Einschlag als Lloyd
- 2012–2013: American Horror Story – Asylum (Fernsehserie) als Dr. Arthur Arden
- 2014: Für immer Dein als Craig Morrison
- 2016: The Young Pope (Fernsehserie) als Kardinal Michael Spencer
- 2018: Jurassic World: Das gefallene Königreich als Sir Benjamin Lockwood
- 2022: Star Trek: Lower Decks als Zefram Cochrane

Robert Loggia
- 1989: Schatten in der Dunkelheit als Jay Smith
- 1993: Wild Palms (Miniserie) als Sen. Anton Kreutzer
- 1997: Joe Torre – Baseball ist sein Leben als Frank Torre
- 2005: The Deal – Im Visier der Öl-Mafia als Jared Tolson
- 2013: Ein letzter Sommer – Harvest als Siv

Dick Van Dyke
- 1993: Der Tod kam weich wie Watte als Dr. Mark Sloan
- 1995–2002: Diagnose: Mord (Fernsehserie) als Dr. Mark Sloan
- 2006: Nachts im Museum als Cecil
- 2014: Nachts im Museum: Das geheimnisvolle Grabmal als Cecil

John Anderson
- 1967: Mit dem Tod im Bunde als Dietrich
- 1968: Totem als Captain Jefferson Addis
- 1987: Fackeln im Sturm (Miniserie) als William Hazard

Lionel Stander
- 1993: Hart aber herzlich – Die Rückkehr als Max
- 1994: Hart aber herzlich – Dem Täter auf der Spur als Max
- 1995: Hart aber herzlich – Geheimnisse des Herzens als Max

Richard Crenna
- 1985: Im Dschungel des Bösen als Frank Janek
- 1986: Preis der Leidenschaft als Williams Douglas

Jack Palance
- 1987: Gor als Xenos
- 2001: Charlie und das Rentier als Alter Mann Richards

Lloyd Bridges
- 1987: Fackeln im Sturm (Miniserie) als Jefferson Davis
- 1992: Devlin – Blutige Intrige als Bill Brennan

Michel Galabru
- 2008: Willkommen bei den Sch’tis als Julies Großonkel
- 2009: Zu zweit ist es leichter als Joseph

Randall Duk Kim
- 2008: Kung Fu Panda als Großmeister Oogway
- 2016: Kung Fu Panda 3 als Großmeister Oogway

Philip Baker Hall
- 2015: Playing It Cool als Großvater
- 2017: Zu guter Letzt als Edward

### Filme
- 1965: 7 goldene Männer – Gabriele Tinti als Aldo
- 1980: 101 Dalmatiner – J. Pat O’Malley als Jasper
- 1982: Jäger des tödlichen Jade – Cameron Mitchell als Capt. Harry Dodds
- 1986: Gottes vergessene Kinder – Philip Bosco als Dr. Franklin
- 1987: Das gebrochene Gelübde – M. Emmet Walsh als Detective Mulligan
- 1987: Ein unzertrennliches Gespann – Gabriel Gobin als Barkeeper
- 1988: Mamma Lucia – Hal Holbrook als Dr. Andrew McKaig
- 1988: Zeit des Grauens – Robert Webber als Commissioner Estabrook
- 1989: Black Rainbow – Schwarzer Regenbogen – Jason Robards als Walter Travis
- 1989: Brenda Starr – Eddie Albert als Police Chief Maloney
- 1993: Ein Leben für Rita – Per Oscarsson als Bob
- 1994: Stephen Kings The Stand – Das letzte Gefecht – Ray Walston als Glen Bateman
- 1997: Free Willy 3 – Die Rettung – Matthew Walker als Captain Drake
- 1999: Browns Requiem – Jack Wallace als Bud Myers
- 2002: Ocean’s Eleven – Jerry Weintraub als Verschwender
- 2002: 101 Dalmatiner Teil 2 – Auf kleinen Pfoten zum großen Star! – Jeff Bennett als Jasper
- 2004: Meine Frau, ihre Schwiegereltern und ich – Shelley Berman als Richter Ira
- 2004: In 80 Tagen um die Welt – Robert Fyfe als Jean Michel, Foggs alter Kammerdiener
- 2006: Robert Altman’s Last Radio Show – L. Q. Jones als Chuck
- 2018: Die dunkelste Stunde – Jeremy Child als Lord Stanhope
- 2018: BlacKkKlansman – Harry Belafonte als Jerome Turner
- 2018: Johnny English – Man lebt nur dreimal – Charles Dance als Agent Seven

### Serien
- 1973–1975: Die Enterprise in diversen Rollen
- 1975–1981: Die Waltons – Ralph Waite als John Walton, Sr.
- 1980–1982: Captain Future – Kiyoshi Kawakubo als Prof. Simon Wright
- 1982: Barney Miller – James Gregory als Insp. Frank Luger
- 1987: Die Colbys – Das Imperium – Joseph Campanella als Henry Hutch Corrigan
- 1988–1992: Soap – Trautes Heim – Robert Mandan als Chester Tate
- 1988–1993: Ein Duke kommt selten allein – Waylon Jennings als Der Erzähler
- 1998: X-Factor: Das Unfassbare – Jack Carter als Tony
- 1998: Babylon 5 – Efrem Zimbalist jr. als William Edgars
- 2009–2014: Navy CIS – Ralph Waite als Jackson Gibbs
- 2010: Ghost Whisperer – Stimmen aus dem Jenseits – Barry Bostwick als Don Sullivan